# Gjenganger
Un Gjenganger (en norvégien) ou Genfærd (en danois) est une créature légendaire du folklore scandinave, sorte de revenant ou mort-vivant ayant une forme entièrement corporelle (contrairement à la forme spectrale du fantôme).

## Origines
Cette créature semble originaire de la mythologie nordique, puisque de telles créatures sont déjà citées dans certaines sagas islandaises médiévales, à l'exemple de la saga Grettis, la saga Eyrbyggja ou la saga d'Erik le Rouge.